# Psychidocossus
Psychidocossus is een geslacht van vlinders uit de familie van de Houtboorders (Cossidae). De wetenschappelijke naam en de beschrijving van dit geslacht zijn voor het eerst gepubliceerd in 1982 door David Stephen Fletcher.
Dit geslacht is monotypisch, dat wil zeggen dat het maar één soort heeft namelijk Psychidocossus infantilis (Schaus, 1911) uit Costa Rica.